# Крикливець Людмила Сергіївна
Людми́ла Сергі́ївна Крикли́вець (нар. 1953, смт Нова Ушиця, Хмельницька область) — українська письменниця, член Національної спілки письменників України (2017).

## Біографія
Народилася 9 листопада 1953 в селищі Нова Ущиця Хмельницької області. Закінчила лікувальний факультет Чернівецького медичного інституту (1977). Працювала у Шаповалівській дільничній лікарні Чернігівської області (1978—1982), навчалася у клінічній ординатурі (1982—1985), від 1985 року — у Житомирській обласній лікарні.

## Літературна діяльність
Поетеса, прозаїк, драматург.

Авторка різножанрових книг: «Струни» (1996), «Сонячний годинник» (1998), «Незабутнє» (2000), «Острів душі» (2001), «Надін» (2002), «По той бік виміру» (2003), «Колесо фортуни» (2003), «Анатомія душі» (2005), «Під завісою пристрасті» (2006), «Нариси з історії терапевтичної служби Житомирщини» (2006), «Я кохаю тебе, дівчинко» (2008), «Знов на засув душа…» (2009), «Все по ділах воздасться…» (2011), «Іду до осені» (2013), «За літерою еЛ» (2016), «Народжується ще один день» (2016).

## Відзнаки
- Заслужений лікар України (2009)
- Переможниця обласного конкурсу «Краща книга року» (2018).